# Ősgaléria
Az ősgaléria az ősök portréit ábrázoló képek gyűjteménye egy-egy nemesi, esetleg polgárcsalád kastélyában, kúriájában, lakásában. Ez emelte a család fényét, továbbá reprezentálta tekintélyét és ősi mivoltát a külvilág felé, befelé pedig egyik forrása volt a családtagok büszkeségének. Néha könyv alakban jelent meg, mely tartalmazta az alapító őst és a további leszármazókat is.

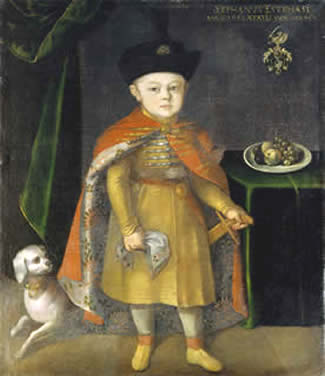
Esterházy István gyermekképe a fraknói ősgalériában

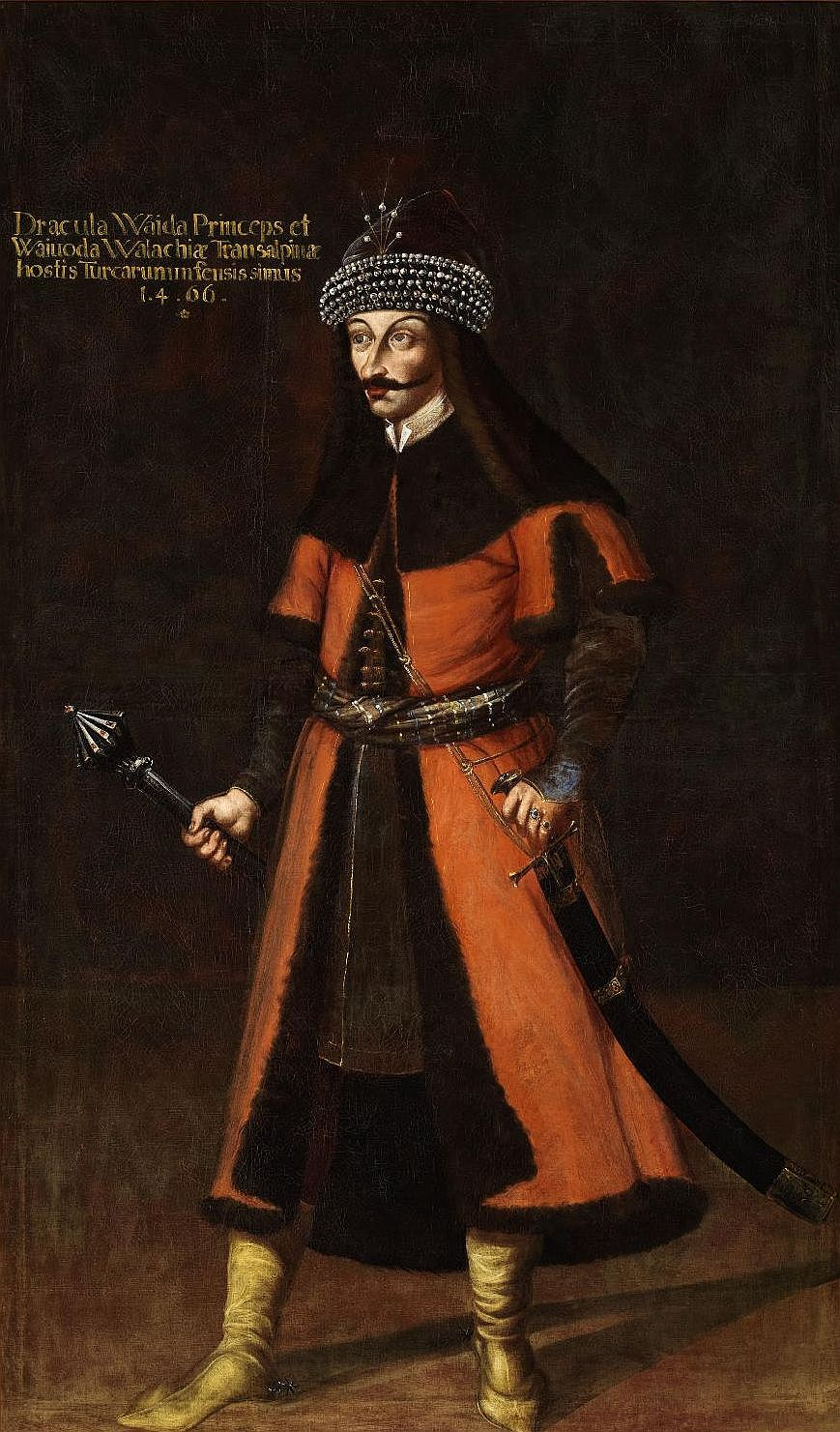
Drakula egész alakos portréja az Esterházyak fraknói ősgalériájában

Az ősgalériák először könyvillusztrációk voltak. Közép-Európa vagy talán egész Európa egyik legelső fennmaradt ősgalériája is könyvillusztráció volt. Ez a lengyel Szydłowiecki család történetét tartalmazó kódex (Liber geneseos illustrissimae familiae Schidloviciae), amely 1532 körül keletkezett. A 16. században a királyi, fejedelmi udvarokban, majd a mágnásoknál megjelentek a nagyméretű, egész alakos táblaképek, kialakult az úgynevezett reprezentatív portré típusa. A rokonság, a házasságok, örökségek növelték a kápek számát, a háborúk, tűzvészek csökkentették. 
Az ősgalériák a művészettörténeti adatokon kívül számos heraldikai, genealógiai, adalékkal is szolgálhatnak, ezért a címertannak is fontos forrásai. Mivel a régebbi képeken az adott személy címere mellett gyakran a teljes rangját és címeit is feltüntették, az  archontológia is hasznosíthatja, mint forrást.  Felmerült továbbá egyes művészettörténeti kutatási irányok, pl. a történeti ikonográfia és a genealógia egymást kiegészítő szerepe is. 
Az ősgalériába gyakran más családból származó vagy külföldi jelentős személyek, továbbá fontos történelmi személyiségek és fiktív ősök portréit is beiktatták. Az ősgaléria ezért a késő reneszánsz óta a családi eredet és méltóság igazolásának egyik eszköze volt. A 17. században különösen Magyarországon és Lengyelországban figyelhető meg, hogy a nemesek elődeiket az ország első alapítóihoz vezessék vissza.    
A Zrínyi-féle politika egyik pillére a nemzeti önkép-formálás, a rendi reprezentáció volt a jelképek, metaforák szintjén. Az ekkor készülő ősgaléria- vagy inkább hősgaléria-ciklusok az ősi dicsőséget ünneplő illusztrált tézislapok, barokk genealógiai munkák voltak, melyek jelentősége messze túlmutat a korban Európa-szerte szokásos udvari, családi reprezentáción. A magyar (és a horvát) arisztokrácia egységes nemzeti önreprezentációját jelenítik meg, amelynek lényeges eleme az a nézet, hogy  nem a Habsburg kormányzat, hanem a Magyar Királyság védte és védi Európát az oszmánokkal szemben. A nemzeti ősgaléria legnagyobb súlyú megjelenítője a Nádasdy-féle Mausoleum, a sárvári Nádasdy-kastély freskóprogramja, a Zrínyi-ősgaléria törökverő hőseinek ábrázolása, Mátyás hódításainak felidézése, mely a sikerekre helyezi a hangsúlyt.
Az Esterházy ősgaléria napjainkban Fraknó várában több mint 230 festményt és családi képet tartalmaz. Mivel a család eredete a 17. század előtt homályba vész,  Esterházy Miklós gróf (1582–1645) nádorrá választása előtt megbízást adott a családi genealógia elkészítésére (három példánya is fennmaradt az Esterházy-levéltárban), melyben a hézagokat fantom-ősökkel töltötték ki, visszavezetve a család eredetét Estorasig, a család legendás alapítájáig, sőt egészen Noéig, Attiláig és a honfoglalás kori vezérekig, Lehelig. Ezen fantom-ősöket 30 életnagyságú képen örökítették meg és egy nyomtatott genealógia is megjelent. Nemcsak az angol királyi ház, olasz grófok és horvát hercegek kaptak helyet a nemzedékrendben, hanem III. Vlad Tepes, ismertebb nevén Drakula is.  A nádor gyermekeiről 1618-ban készült portrék, összesen 26, a családi galéria legrégibb festményei és egyben a legkorábbi magyar gyermekportrék. Ehhez csatlakoznak még a hercegek, császárok, királyok, papok, nádorok galériája, családfák, sőt a hercegek kedvenc kutyái is.
Magyarországon a Nemzeti Portrétár Alapítvány – www.npg.hu – dolgozik azon, hogy digitális adatbázist építsen fel történelmi portrékból.

## Külső hivatkozások
- http://www.tankonyvtar.hu/historia-1983-02/historia-1983-02-081013-4
- https://web.archive.org/web/20200607120819/http://npg.hu/